# Lev Polevyj
Lev Polevyj, cyrilicí Лев Полевий (1814 – 12. září 1883), byl řeckokatolický duchovní a politik ukrajinské (rusínské) národnosti z Haliče, v 60. letech 19. století poslanec rakouské Říšské rady.

## Biografie
V roce 1837 byl vysvěcen na kněze. Působil jako duchovní v obci Kizliv a v letech 1869–1883 ve městě Horodenka. Byl členem haličské ruské matice, Národního domu, Ruské rady, spolku Prosvita a organizace Sič.
V 60. letech se s obnovou ústavního systému vlády zapojil i do vysoké politiky. V zemských volbách byl zvolen na Haličský zemský sněm, kde zastupoval kurii venkovských obcí, obvod Podhajce. Zemským poslancem byl do roku 1866.
Působil také coby poslanec Říšské rady (celostátního parlamentu Rakouského císařství), kam ho delegoval Haličský zemský sněm roku 1861 (Říšská rada tehdy ještě byla volena nepřímo, coby sbor delegátů zemských sněmů). 11. května 1861 složil slib. V době svého parlamentního působení se uvádí jako Leo Polowy, řeckokatolický děkan v obci Kizliv (Kozlów).